# 猿倉山ビール醸造所
猿倉山ビール醸造所（さるくらやまビールじょうぞうじょ）は、新潟県南魚沼市に所在する八海醸造株式会社の地ビール醸造所。

## 概要
八海醸造株式会社（代表取締役：南雲二郎、本社新潟県南魚沼市）は、八海山泉ビールをリブランディングし、醸造所を八海山泉ビレッジ内から魚沼の里内に移し醸造所を新設、2018年7月20日に移転オープンした。
なお、八海山泉ビールは1998年9月にスタートし20周年を迎えていた。八海山泉ビールは、きれいで豊富な水に恵まれた魚沼の地で、四季折々の食文化にも合わせやすいよう、コクのある中にもすっきりとした味わいに仕上げたビールを基本として展開していた。
新しい猿倉山ビール醸造所では、八海山泉ビールをリブランディングし、「ライディーンビール（RYDEEN BEER）」として、今までのラインナップWEIZEN（ヴァイツェン）、ALT（アルト）、PORTER（ポーター）、PALEALE（ペールエール）に、個性の強い味わいIPA（アイ・ピー・エー）と新PILSNER〈新ピルスナー〉を加え、新たにスタートした。
猿倉山ビール醸造所は新潟県南魚沼市長森に位置する酒蔵「第二浩和蔵」を中心とするエリア「魚沼の里」内にあり、施設には、ビール醸造施設に加え、出来立てのビールが楽しめるビアバー（猿倉山ビールバー）、ウイスキーやジンなどの蒸留酒を中心としたリカーショップ（リカーショップ猿倉山）、テイクアウトのパン・サンドイッチのベーカリー（さとやベーカリー）を併設している。
またガラス越しに醸造タンクを見ることができ、そこで働く醸造家をみることもできる。
なお、ブランド名の「ライディーン」は、清酒をはじめビールの仕込み水でもある地元の名水「雷電様の清水（らいでんさまのしみず）」から命名した。ブランドを象徴するパッケージラベルには、醸造所周辺に出没する猿をイメージしたイラストも施し装いを一新した。

## 施設情報

### 猿倉山ビール醸造所
- 施設名：猿倉山ビール醸造所
- 開業日：2018年7月20日
- 所在地：新潟県南魚沼市長森193‒1
- 建築面積：1227㎡ （ 1階 1212㎡ 2階 15㎡）
- 製造工場建築面積 約850㎡ /物販・飲食・見学通路建築面積 約370㎡

### 魚沼の里
八海醸造株式会社が魚沼の暮らしや雪国ならではの文化を通じて豊かな自然の魅力を五感で味わい“郷愁とやすらぎ”を感じていただく空間を目指した施設であり、八海醸造の清酒、本醸造酒を製造する「第二浩和蔵」を中心に、豪雪地帯ならではの智恵を活かした貯蔵施設雪室（ゆきむろ）に物販店舗などを併設する「八海山雪室」や、そば屋、菓子処などの飲食店舗、資料館など14の施設が点在する。

## 沿革
- 1998年（平成10年）9月 - 八海山泉ビール苑オープン。
- 2008年（平成20年）3月 - 八海山泉ビール苑が「八海山 泉ヴィレッジ」としてリニューアルオープン（運営：株式会社育味FOODS）
- 2018年（平成30年）7月20日 - 猿倉山ビール醸造所を新設（八海山泉ビレッジ内にあったビール醸造所を魚沼の里内に移転）[1][2]。

## ライディーンビール（RYDEEN BEER）

### 仕込み水 (雷電様の清水（らいでんさまのしみず）)
蔵から約4キロ離れた霊峰八海山の山麓より湧き出る石清水。1日400トンもの豊富な水量を誇り、硬度は2.4程度（アメリカ硬度では43）という極軟水で新潟県名水100選にも選ばれている。
「雷電様」という名前の由来は、その昔、落雷の被害に度々あった地元の住民が、岩清水の湧き出るこの地に雷電様を祭ったことによる。
パッケージラベルは今井龍満が製作した。

### レギュラービール
- WEIZEN（ヴァイツェン） 
白ビールスタイルのビール。
- ALT（アルト） 
アルトスタイルのビール。
- PILSNER（ピルスナー）
ピルスナースタイルのビール。
- IPA（アイ・ピー・エー）
IPAスタイルのビール。

### 限定醸造ビール
- PALEALE（ペールエール）
ペールエールスタイルのビール。
- PORTER（ポーター）
スタウトスタイルのビール。

## 直営店
猿倉山ビール醸造所に併設している猿倉山ビールバーでライディーンビールを販売している。